# Braden Lamb
Braden Lamb (né à Seattle) est un dessinateur de bande dessinée et illustrateur américain.

## Biographie
Après avoir obtenu une licence en cinéma d'animation, Braden Lamb travaille dans les technologies de l'information. Il dessine quelques bandes dessinées à ses heures perdues et décide de se lancer dans cette branche. Il rencontre Shelli Paroline en 2007 dans un magasin de comics. Tous deux font ensuite partie d'un groupe de fan de comics, le Boston Comics Roundtable qui commence à publier des anthologies de bandes dessinées. Ils y publient des histoires comme Fish Wives. En 2010, Lamb et Paroline sont en couple. Ils travaillent pour la maison d'édition Kaboom! sur des  adaptations de  l'Âge de glace et les  Muppets. Ils adaptent aussi la série Adventure Time qui leur vaut de nombreuses récompenses. Ils se marient en 2011. Entre-temps, il suit des cours à l'université Lesley et obtient un diplôme en illustration en 2011. En plus d'être diessinateur, Braden Lamb est aussi coloriste.

## Prix et récompenses
- 2013 : Prix Eisner de la meilleure publication pour enfants avec Adventure Time (avec Shelli Paroline et Ryan North)

## Publication en français
- Adventure Time (dessin avec Shelli Paroline), avec Ryan North (scénario), 3 vol., Urban Comics, 2013-2014.